# Puntius herrei
Puntius herrei е вид лъчеперка от семейство Шаранови (Cyprinidae). Видът е критично застрашен от изчезване.